# Pstrąg tęczowy

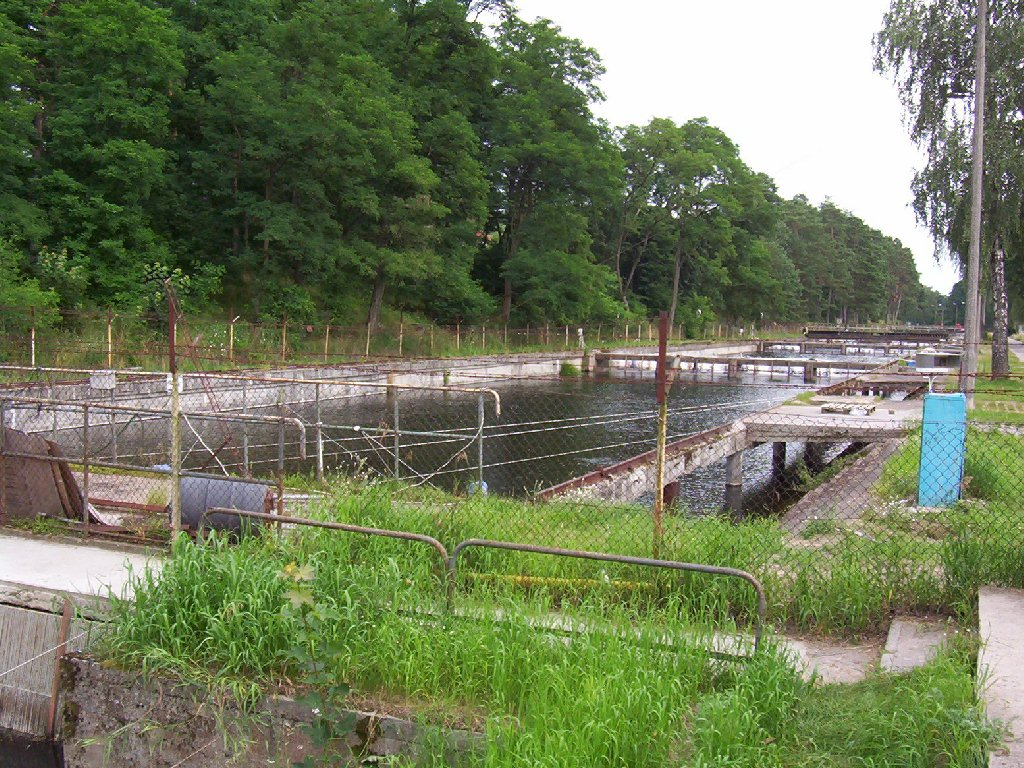
Zakład hodowli pstrąga w Zaporze

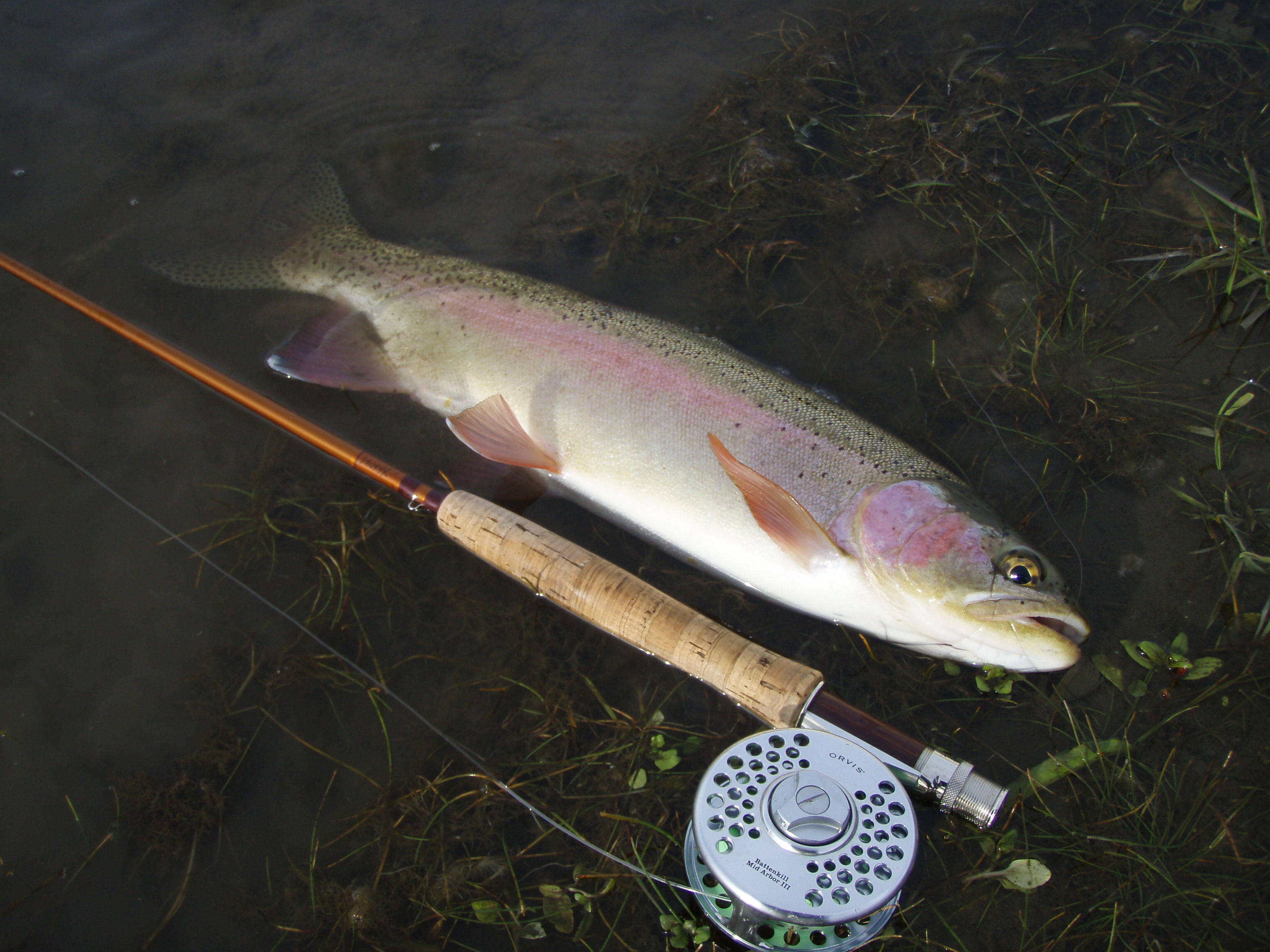
Złowiony okaz

Pstrąg tęczowy, tęczak kalifornijski, pstrąg kalifornijski, pstrąg łososiowy (Oncorhynchus mykiss), pot. tęczak – gatunek ryby z rodziny łososiowatych (Salmonidae) zaliczany do łososi pacyficznych.

## Taksonomia i polskie nazewnictwo zwyczajowe
W literaturze polskiej pstrąg tęczowy opisywany był pod naukową nazwą Salmo irideus. Jego osiadła forma występująca na wybrzeżu azjatyckim (rzeki Kamczatki) opisywana była jako odrębny gatunek mikiża (Salmo mykiss). Salmo irideus został zaliczony do rodzaju Oncorhynchus, a następnie tę nazwę uznano za synonimiczną dla Oncorhynchus mykiss. W polskim piśmiennictwie przyjęła się nazwa zwyczajowa pstrąg tęczowy.

## Występowanie
Naturalnie występuje w Ameryce Północnej. Sztucznie rozpowszechniona niemal do wszystkich krajów świata. Do Polski sprowadzona w XIX wieku (1881–1889). Istnieją dwie odmiany: wędrowna, tzw. steelhead (spływająca do morza) i osiadła (shasta). Gatunek po raz pierwszy został opisany na Kamczatce przez Walbauma w 1836 r. jako Salmo mykiss.
W Polsce w niedużych ilościach spotkać go można w każdej niemal rzece oraz w wielu stawach i jeziorach. W Polsce nie zaobserwowano dotychczas stabilnej samorozradzającej się populacji. Ryby pochodzą z zarybień lub uciekają z hodowli.

## Opis
Ubarwienie jest zależne od wieku i miejsca przebywania. Najczęściej srebrne boki, niebieskoszary lub zielonoszary grzbiet, różowa wstęga wzdłuż linii bocznej (której zawdzięcza swoją nazwę) oraz zawsze czarne plamki na bokach i płetwach.
DługośćDo 145 cm, zazwyczaj 40–60 cm.
Masa ciałaDo 23 kg, zwykle 4–5.
Dojrzałość płciowaW 2 roku życia.
Ikra500 do 3000 sztuk stosunkowo dużej ikry.
Długość życiaW środowisku naturalnym najwyżej 7 lat.

## Odżywianie
Pstrągi tęczowe są drapieżnikami. Podstawę ich jadłospisu stanowią owady i ich larwy. Wiosną żywią się jętkami i ważkami, jesienią owadami zaniesionymi pod wodę przez wiatr. Pstrągi zjadają też małe ryby, żaby, kijanki oraz robaki.

## Rozród
Dojrzewa płciowo w 2 lub 3 roku życia. Tarło pstrąga tęczowego odbywa się od grudnia do maja. Ryby wyszukują żwirowate ujścia rzek. Samica wykopuje w odpowiednim miejscu dołek, szybko machając płetwą. Składa do niego ikrę, którą samiec zapładnia. Samiczka ostrożnie zakrywa ikrę drobnymi kamyczkami i piaskiem. Młode pstrągi wykluwają się w różnym czasie, zależnie od temperatury wody. Te, które wylęgną się szybko, mają zawieszony woreczek żółtkowy, z którego czerpią pożywienie w pierwszych dniach życia. Dopóki nie spożytkują całego żółtka, pozostają w pobliżu jamki. W tym okresie nazywają się narybkiem. Tylko niewielka część dożywa dorosłości, większość pada ofiarą większych ryb. Rośnie bardzo szybko, w dobrych warunkach już w 3 roku życia waży około 1 kg.

## Znaczenie gospodarcze
Pstrąg tęczowy jest cenioną rybą hodowlaną. Jego hodowla w Polsce rozwinęła się szczególnie na terenie Pomorza Gdańskiego, gdzie jest alternatywą dla gospodarki rybackiej Bałtyku. W efekcie 100-letniej tradycji tej hodowli wyhodowano dwa szczepy dostosowane do warunków mikroklimatycznych północnej Polski – obydwa uznawane za populacje lokalne.

## Podgatunki
Wyróżniono kilka podgatunków pstrąga tęczowego:
- Oncorhynchus mykiss aguabonita
- Oncorhynchus mykiss gairdnerii – pstrąg stalowogłowy (anadromiczny)
- Oncorhynchus mykiss gilberti
- Oncorhynchus mykiss irideus
- Oncorhynchus mykiss mykiss
- Oncorhynchus mykiss nelsoni
- Oncorhynchus mykiss stonei
- Oncorhynchus mykiss whitei